# Muzeum Diecezjalne w Pelplinie
Muzeum Diecezjalne im. bpa Stanisława Wojciecha Okoniewskiego w Pelplinie – muzeum założone w roku 1928 przez Stanisława Okoniewskiego (ówczesnego biskupa chełmińskiego). W roku 1988 powstał współczesny gmach muzeum wkomponowany w kompleks obecnej kurii biskupiej z pomieszczeniami przeznaczonymi dla ekspozycji zbiorów muzealnych.

## Historia
Początki zbiorów muzealnych diecezji chełmińskiej wiążą się nierozłącznie z pałacem biskupim, a szczególnie z osobą śp. ks. biskupa Stanisława Wojciecha Okoniewskiego, który w październiku 1925 r. mianowany został koadiutorem ówczesnego 81-letniego biskupa Augustyna Rosentretera, a po jego śmierci objął rządy diecezji 4 X 1926 r. Muzeum zostało założone w 1928 r., pierwotnie w pomieszczeniach pałacu biskupiego. Pierwszym kustoszem muzeum został Stanisław Smogulecki. Wkrótce muzeum wzbogaciło się o cenne zabytki sztuki gotyckiej, takie jak Ukrzyżowanie z Lignów, obrazy pasyjne z kościoła św. Janów w Toruniu, Chrystus Ukrzyżowany ze Starogardu czy Chrystus ze sceny Koronacji NMP z Torunia. Kolekcja rozrastała się na tyle szybko, że w 1929 r. utworzono filię muzeum w Zamku Bierzgłowskim. Plany wybudowania nowego gmachu, przeznaczonego specjalnie na potrzeby muzeum pokrzyżowała II wojna światowa. W czasie wojny zbiory zostały ewakuowane do Torunia, później przewiezione do Berlina, a następnie do Gdańska. W obliczu zagrożenia ze strony Armii Czerwonej, zbiory rozproszono i poukrywano na terenie Żuław i Kaszub. Część zbiorów uległa przy tym zagubieniu.

## Zbiory

### Gotyk
Placówka dysponuje bogatymi zbiorami sztuki gotyckiej z obszaru dawnej Diecezji chełmińskiej. m.in. z toruńskich kościołów: poliptyk z kościoła NMP, późnogotyckie obrazy Zdjęcie z Krzyża i Biczowanie z kościoła św. Jana), zbiór starodruków, wśród nich Biblia Gutenberga z klasztoru Franciszkanów w Lubawie (jedyna w Polsce), a także rękopisów np. dzieło św. Augustyna De civitate Dei z 1425 roku.

### Szaty
W celu urozmaicenia muzealnej ekspozycji, udostępniono zbiór szat liturgicznych, głównie ornatów i dalmatyk.
Przy okazji IV Jarmarku Cysterskiego, podczas którego miała miejsce wystawa "Barwy Liturgii" zrodził się pomysł utworzenia stałej, dużej kolekcji. Pelplińskie Muzeum współpracuje w tej kwestii z Muzeum Narodowym w Gdańsku.

### Galeria

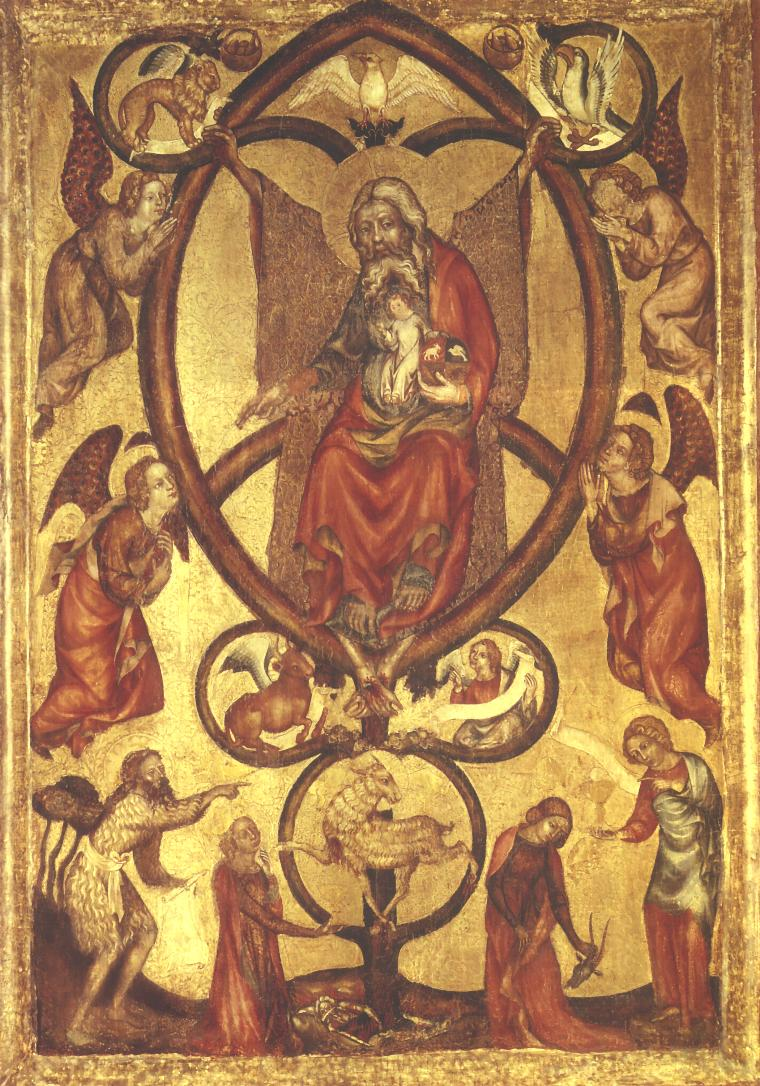
Kwatera tzw. Poliptyku Toruńskiego, XIV w.
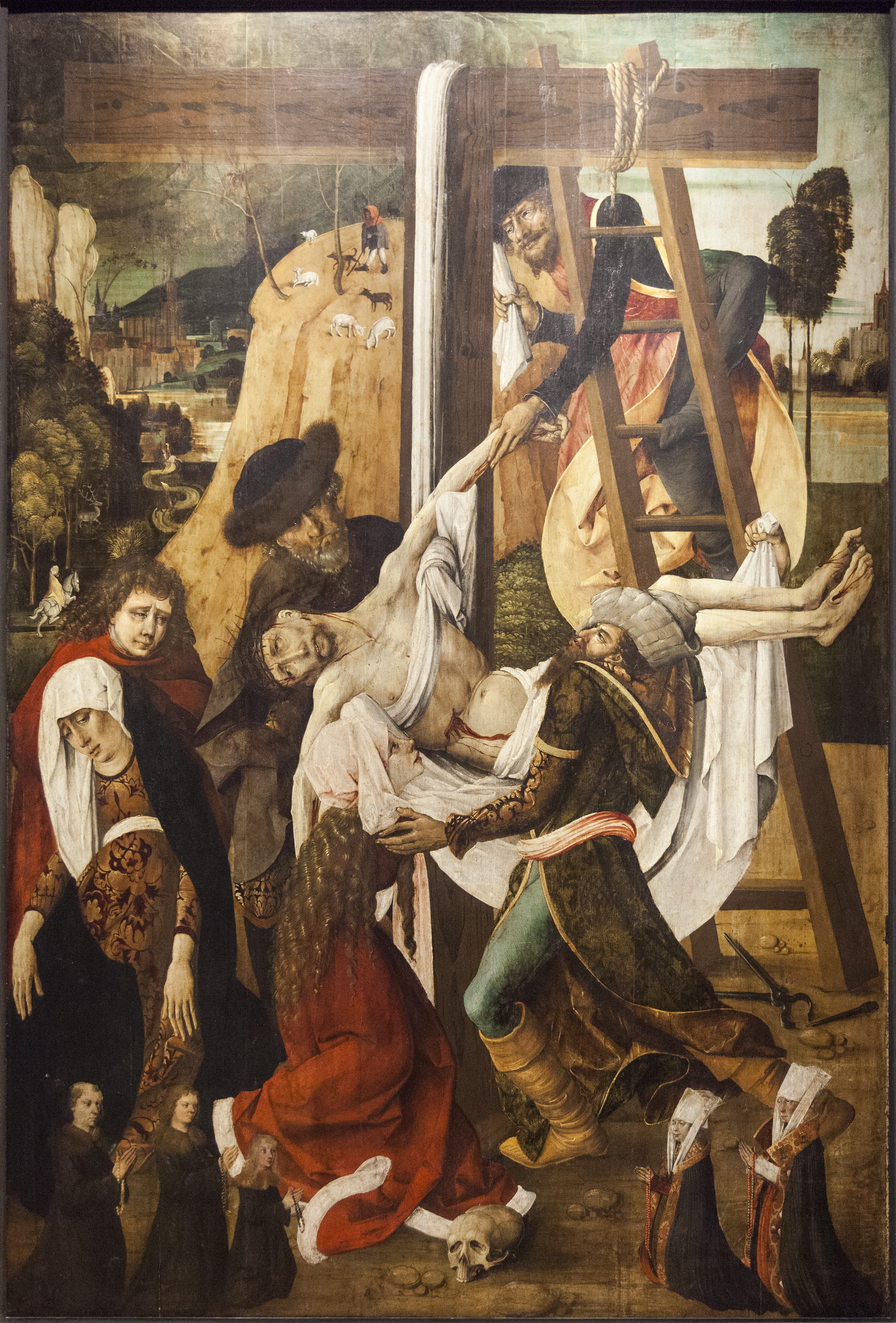
Późnogotycki obraz Zdjęcie z Krzyża
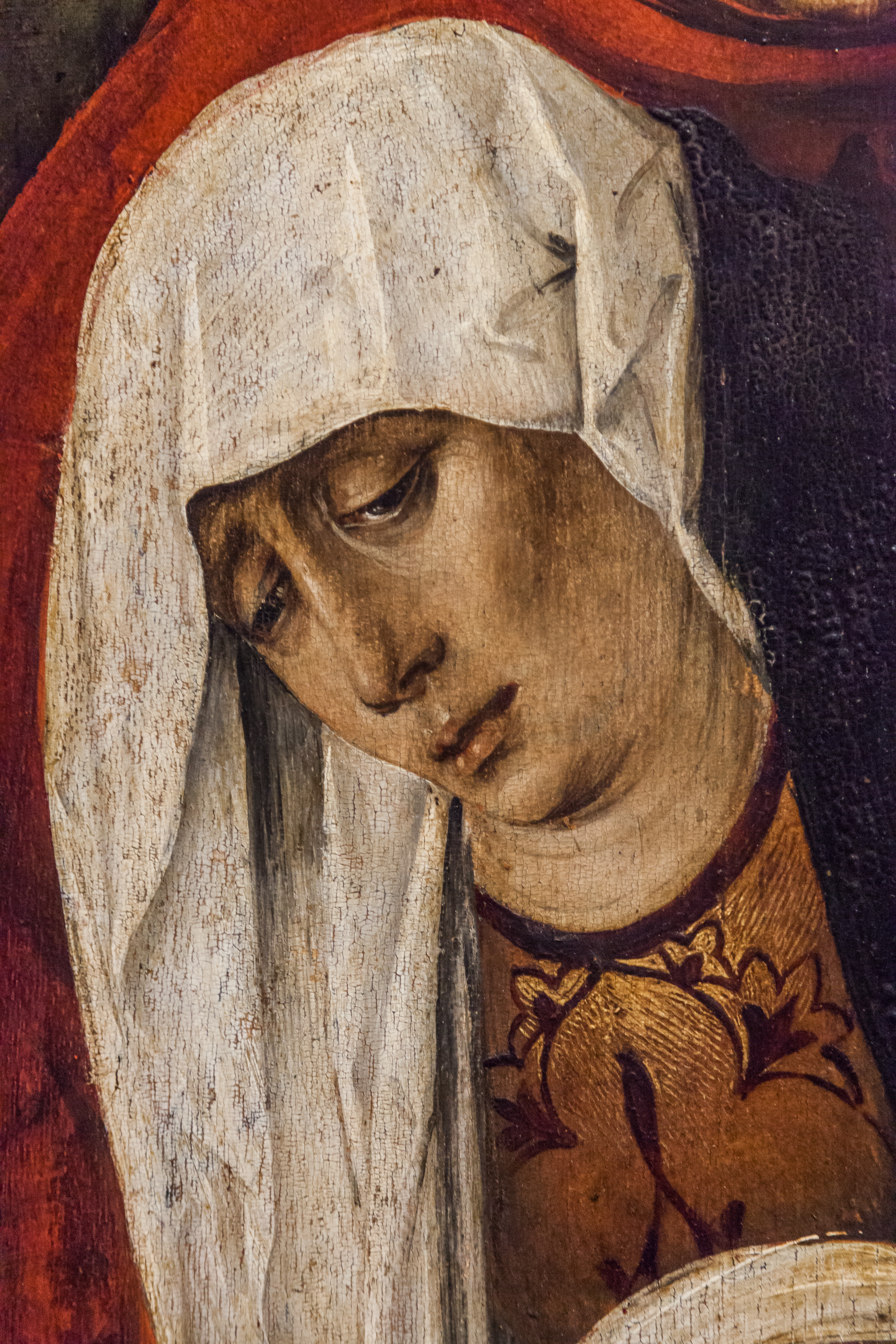
Zdjęcie z Krzyża - fragment
Relikwiarz świętej Barbary, 1514
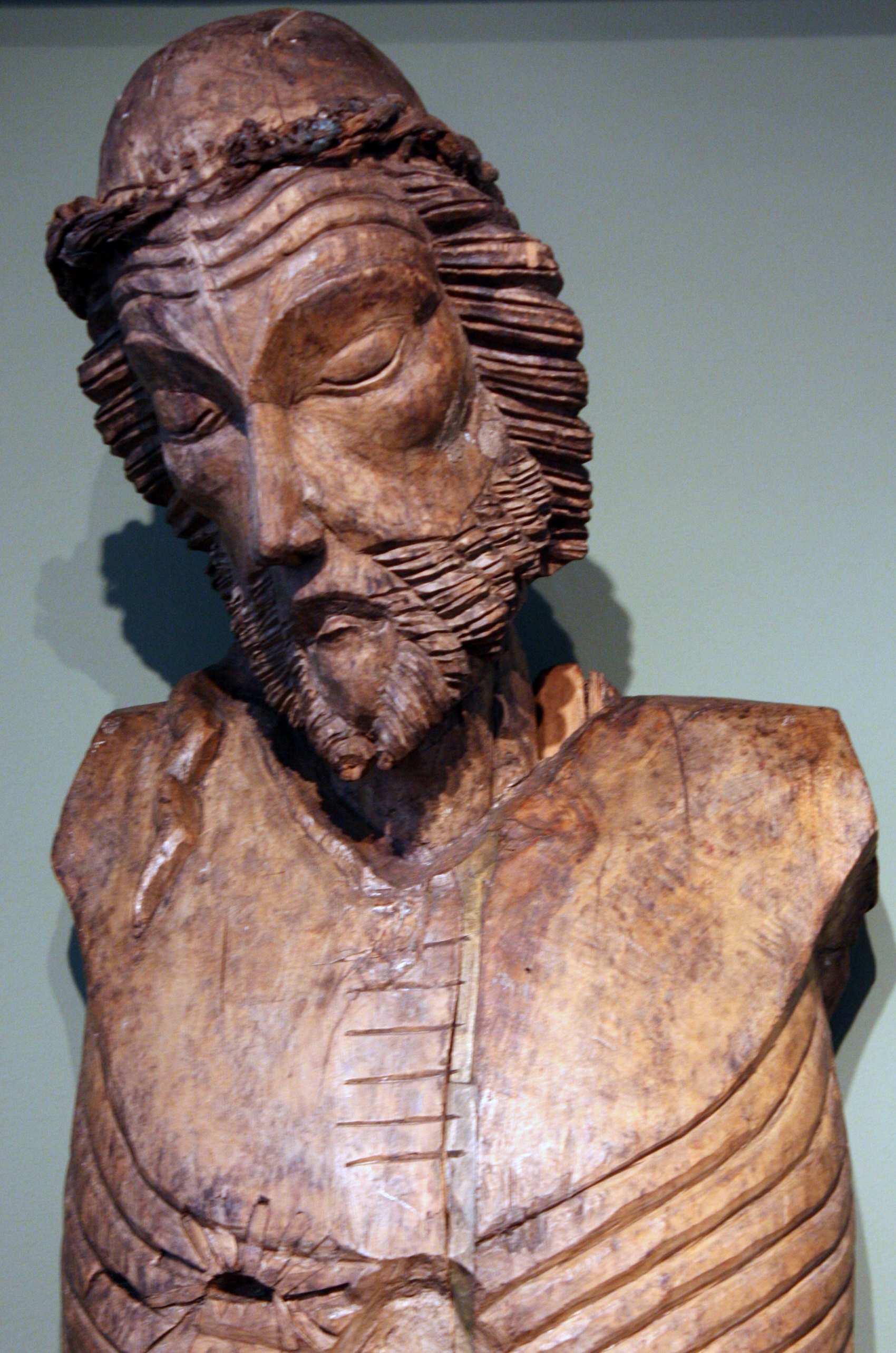
Krucyfiks ze Starogardu Gdańskiego (fragment), XIV w.
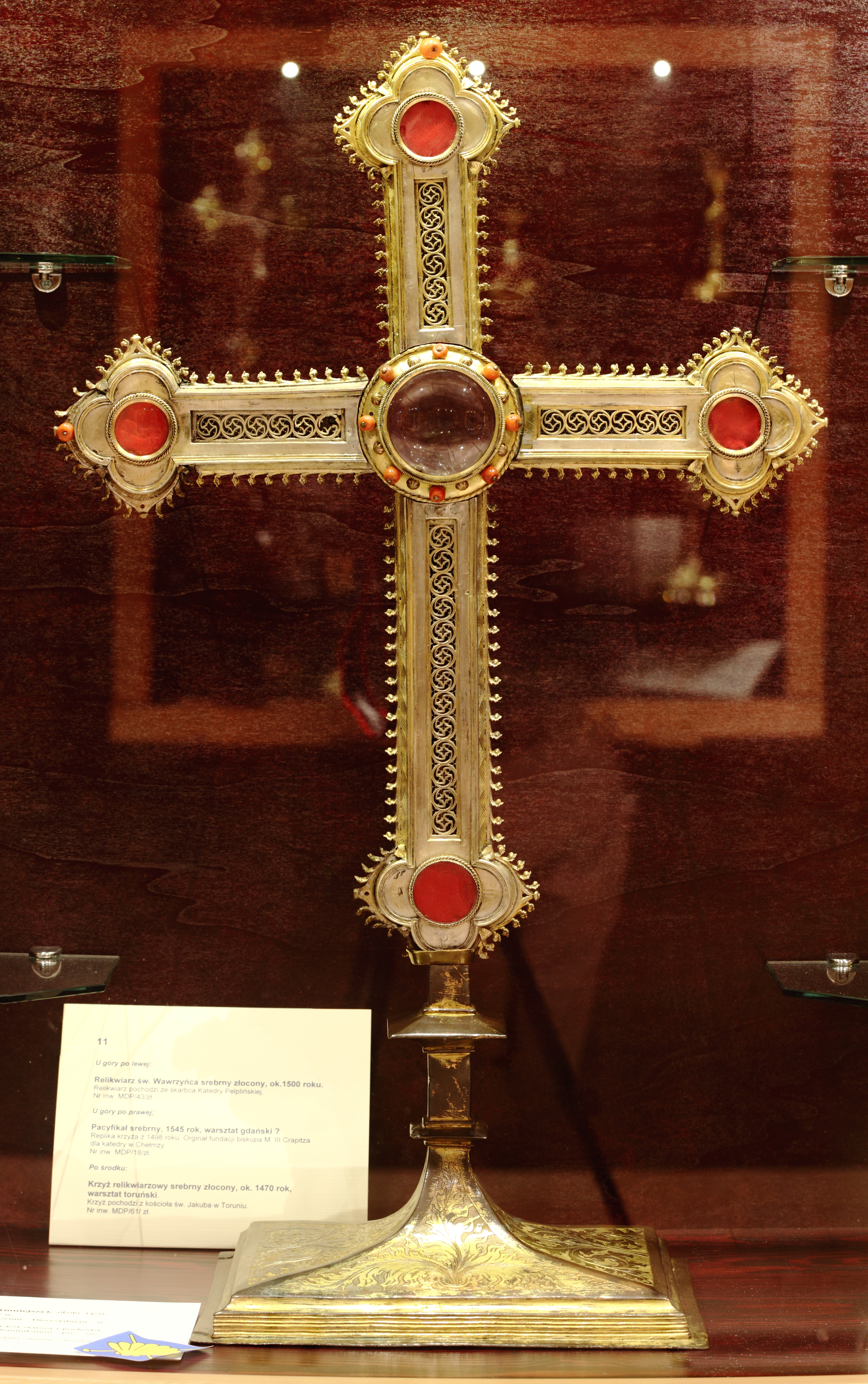
Krzyż relikwiarzowy z kościoła św. Jakuba w Toruniu, ok. 1470